# Dalmatien
För andra betydelser, se Dalmatien (olika betydelser).
Dalmatien (kroatiska: Dalmacija) är ett historiskt landskap i sydvästra Kroatien. Det är ett av fyra landskap i Kroatien. I landskapet, som ligger vid Adriatiska havet, finns ett stort antal öar och flera städer som är populära turistmål. 
De största städerna i Dalmatien är Split, Zadar, Šibenik och Dubrovnik. Övriga städer är Biograd, Kaštela, Sinj, Solin, Omiš, Knin, Metković, Makarska, Trogir, Ploče, Trilj och Imotski.
De största öarna inkluderar Dugi otok, Pag, Pašman, Brač, Hvar, Korčula, Vis, Lastovo och Mljet. Den största bergskedjan är Dinariska alperna medan de mindre är Mosor, Svilaja, Biokovo, Moseć och Kozjak. Floderna som rinner genom Dalmatien är Neretva, Zrmanja, Krka och Cetina.

## Historia

### Antiken
Dalmatien utgör det som tidigare var den södra delen av den romerska provinsen Illyricum som delades i Dalmatia (Illyricum superior) och Pannonia troligtvis någon gång mellan år 20 och 50. Vid romerska rikets delning 395 e.Kr. kom Dalmatien att tillhöra det östromerska riket som var i en långgående konflikt med det västromerska riket.

### Medeltiden
Under 800-talet grundande kroaterna ett oberoende furstendöme i Dalmatinen. Det dalmatinska Kroatien var under denna period den största och främsta kroatiska statsbildningen. Under 900-talet förenades det dalmatinska Kroatien med det pannoniska Kroatien under kung Tomislav I. Därmed skapades kungariket Kroatien. 1102 kom det medeltida Kroatien att ingå personalunion med Ungern. De båda länderna kom därmed att ingå i en gemensam statsbildning. Republiken Venedig kom dock att ta kontroll över ett flertal kuststäder och öar. Efter osmanernars invasion av Balkan sökte Kroatien i samband med Parlamentet i Cetin 1527 beskydd av habsburgarna och anslutning till deras domäner. Dalmatien kom därefter att vara en del av Österrike. Under medeltiden kom Dalmatien till stora delar att intas och kontrolleras av Venedig. Osmanska riket lyckades dock periodvis inta mindre områden, företrädandevis i det dalmatinska inlandet. Flera viktiga slag mellan Venedig och osmanerna kom att hållas i Dalmatien fram till 1699 då nästan hela Dalmatien tillföll Venedig.

### Venedig och Österrike-Ungern
1797 föll republiken Venedig efter att den anfallits av Frankrike och Österrike varvid Dalmatien kom under Frankrikes kontroll. 1807 kom Dalmatien att ingå i de Illyriska provinserna som skapades av Napoleon I. Vid Wienkongressen tillföll området Österrike. Kungariket Dalmatien med staden Zara (Zadar) som huvudstad upprättades som en politisk enhet inom Österrike (från 1867 och Ausgleich Österrike-Ungern). Liksom Istrien kom Dalmatien att tillhöra Cisleithanien inom Dubbelmonarkin och företräddes politiskt vid Riksrådet (Reichsrat) i Wien. Den nya politiska uppdelningen där Dalmatien och Istrien å ena sidan kom att tillhöra den österrikiska intressesfären och Kroatien-Slavonien å andra kom att tillhöra den ungerska intressesfären ledde till politiska dispyter mellan kroater och italienare i Dalmatien. Vid tiden utgjorde den italiensktalande minoriteten den politiska eliten i Dalmatien. Kroaterna som etniskt utgjorde majoritetsbefolkningen sökte politiskt en anslutning till de kroatiska länderna inom Dubbelmonarkin. Kroaternas strävan efter administrativ förening inom Österrike-Ungern kom att ledas av Folkpartiet i det dalmatinska parlamentet i Zara.        

### Mellankrigstiden
Efter första världskriget och Österrike-Ungerns upplösning 1918 kom Dalmatien, med undantag för några öar och staden Zadar som tillföll Italien, och övriga Kroatien att ingå i det nybildade kungariket Jugoslavien. Under andra världskriget utgjorde större delen av Dalmatien en del av Oberoende staten Kroatien som styrdes av en marionettregering till Nazityskland. I de av Italien besatta områdena kom den kroatiska befolkningen att utsättas för italienisering.

### Efter andra världskriget
Sedan Jugoslavien återupprättats och ombildats som en kommunistisk stat efter andra världskriget 1945 kom Dalmatien att utgöra en del av den socialistiska delrepubliken Kroatien. 

### Modern tid
Efter en folkomröstning 1991 valde Kroatien att utträda ur Jugoslavien. Landet utropade självständighet vilket motsattes av regimen i Belgrad. Under det självständighetskrig som följde på Kroatiens självständighetsivrande kom landet att angripas av lokala serbiska separatister och serbiska och montenegrinska styrkor. Delar av Dalmatien kom att ingå i utbrytarrepubliken RSK som utropats av serbiska separatister och flera viktiga slag kom att hållas i Dalmatien, däribland belägringen av Dubrovnik. I samband med den kroatiska militära offensiven operation Storm kom Dalmatien liksom övriga Kroatien att häva den serbiska ockupationen.      

## Län
Följande län räknas till Dalmatien: 
- Dubrovnik-Neretvas län
- Split-Dalmatiens län
- Šibenik-Knins län
- Zadars län